# V-J Day in Times Square

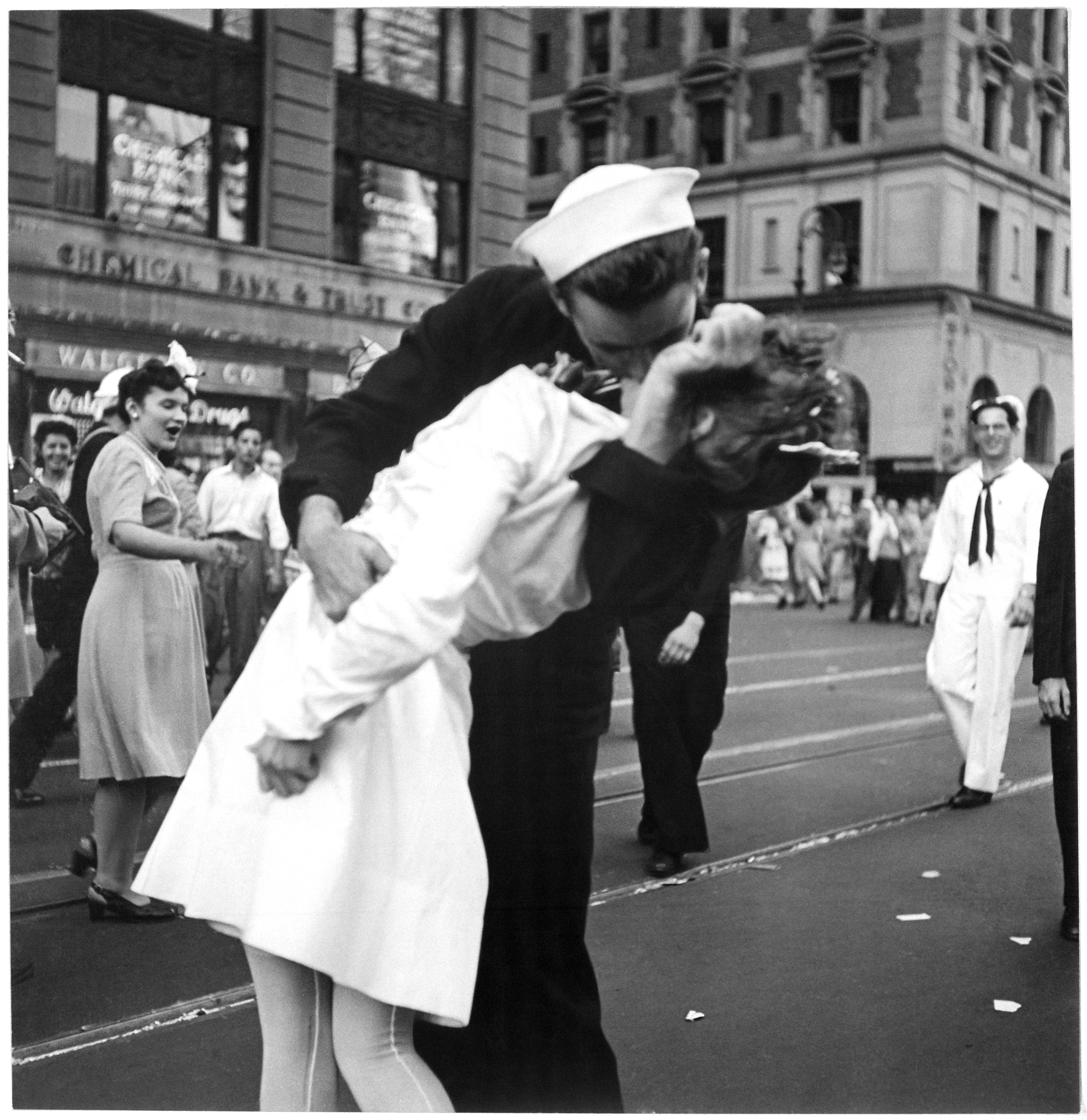
Fotografia autorstwa Victora Jorgensena

V-J Day in Times Square – fotografia wykonana 14 sierpnia 1945 na nowojorskim Times Square przedstawiająca marynarza Marynarki Wojennej USA obejmującego i całującego przypadkowo spotkaną asystentkę stomatologiczną. Był to moment, kiedy ludzie spontanicznie wyszli na ulicę świętować kapitulację Japonii zapowiadającą zakończenie II wojny światowej. Zdjęcie zyskało dużą popularność i stało się jednym z symboli końca wojny.
Scena została uwieczniona niezależnie przez dwóch fotografów. Bardziej znana wersja autorstwa Alfreda Eisenstaedta charakteryzuje się głównymi bohaterami umieszczonymi w środku kadru na tle charakterystycznej architektury Times Square i tłumu świętujących ludzi. Fotografia ukazała się wraz z wieloma innymi dokumentującymi te wydarzenia na łamach magazynu Life.
Drugie zdjęcie zostało wykonane przez dokumentalistę Marynarki Wojennej USA Victora Jorgensena i opublikowane przez The New York Times. Ta wersja charakteryzuje się ciaśniejszym kadrem – główne postacie są ukazane są od kolan i pod innym kątem. Ponadto fotografia w mniejszym stopniu eksponuje miejsce akcji. W odróżnieniu od wersji Eisenstaedta, zdjęcie Jorgensena jest dostępne w domenie publicznej.

## Tożsamość osób na fotografii

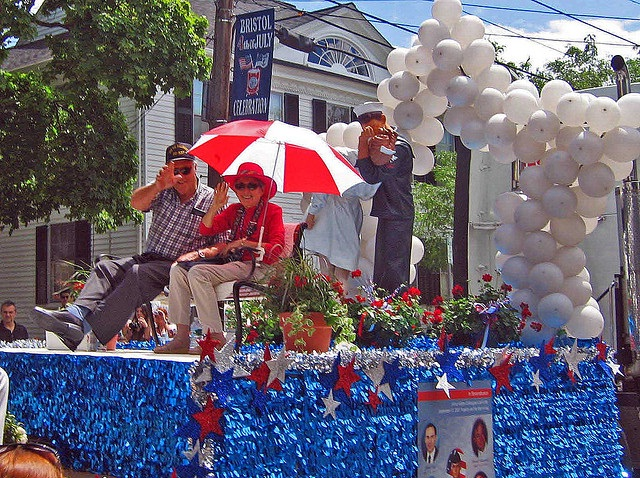
Greta Friedman i George Mendonsa podczas parady z okazji Dnia Niepodległości USA w Bristolu (2009)

Ze względu na tempo wydarzeń na Times Square, zarówno Eisenstaedt jak i Jorgensen nie zebrali na miejscu danych personalnych od sfotografowanych osób. Fakt, iż twarze nie są dobrze widoczne utrudniał ich późniejszą identyfikację.
Kobieta ze zdjęcia została po latach zidentyfikowana jako Greta Zimmer (po mężu Friedman). Pierwszy raz fotografię zobaczyła w latach 60. i podjęła próbę kontaktu z redakcją magazynu Life, która jednak została zignorowana. Skontaktowano się z nią dopiero w 1980 roku, kiedy to redakcja postanowiła podjąć się próby identyfikacji uwiecznionych na zdjęciu osób. Greta Friedman nie była jedyną kobietą podającą się za bohaterkę zdjęcia, jednak przeprowadzone analizy potwierdziły, że to właśnie ona jest sfotografowaną osobą.
W 1987 roku George Mendonsa złożył pozew do sądu przeciwko wydawcy magazynu Life o bezprawne wykorzystanie jego wizerunku twierdząc, że to on jest mężczyzną ze zdjęcia. Niedługo potem jednak wycofał pozew. W 2005 roku zespół badaczy współpracujący z Naval War College potwierdził, że George Mendonsa faktycznie jest marynarzem ze zdjęcia, co zostało ustalone na podstawie analizy porównawczej blizn i tatuażu.
Greta Friedman zmarła w 2016 roku w wieku 92 lat. George Mendonsa zmarł w 2019 roku w wieku 95 lat.